# Paraptorthodius schaefferi
Paraptorthodius schaefferi är en skalbaggsart som beskrevs av Juan A. Zaragoza 1989. Paraptorthodius schaefferi ingår i släktet Paraptorthodius och familjen Phengodidae. Inga underarter finns listade i Catalogue of Life.